# Molophilus (Molophilus) integristylus
Molophilus (Molophilus) integristylus is een tweevleugelige uit de familie steltmuggen (Limoniidae). De soort komt voor in het Neotropisch gebied.